# Don’t Give Me Names
| Оценки критиков | Оценки критиков |
| Источник        | Оценка          |
| --------------- | --------------- |
| Blabbermouth    | 9 / 10          |
| Laut.de         | [ 2 ]           |
| Rock Hard       | 9 / 10          |

Don’t Give Me Names (с англ. — «Не давай мне имён») — второй студийный альбом немецкой группы Guano Apes, выпуск состоялся 2 мая 2000 года. Релиз включает в себя хит-сингл «Big in Japan» (кавер на песню Alphaville), который достиг 9 места в немецких чартах и остаётся одной из самых популярных песен Guano Apes.
Альбом был сертифицирован золотым в Германии и Швейцарии.

## Информация об альбоме

### Предыстория
После успеха дебютного альбома Proud Like a God участники Guano Apes почувствовали необходимость придумать новый альбом, который мог бы противостоять своему предшественнику, потратив много времени на написание и демонстрацию новых песен. По словам Денниса Пошватты из документального фильма «Planet of the Apes», „мы работали […] не позволяли никому нас обмануть. Альбом должен был быть потрясающим. Это должно было быть вне поля зрения“.
Желая достичь максимального результата, группа старалась самостоятельно выполнять как можно больше задач, при этом рабочий процесс стал хаотичным, дорогостоящим и трудоемким. Хеннинг Рюменапп рассказал, как в конечном итоге продюсеры Фабио Трентини и Вольфганг Штах сыграли важную роль в том, чтобы „[ввести] всех нас в нужное русло, объединив четырёх чудаков и сфокусировав наши идеи“.
Ряд песен, представленных на Don't Give Me Names, включительно «Innocent Greed», «I Want It» и «Dödel Up», уже были исполнены группой вживую к моменту их записи, при этом некоторые из них относятся к периоду до выхода Proud Like a God. Первый сингл «Big in Japan», был изначально записан для сборника «Pop 2000», выпущенного в честь 50-ти летия немецкой поп и рок музыки. Первоначально группа намеревалась включить в альбом «Don't You Turn Your Back on Me» (выпущенный в качестве самостоятельного сингла в марте 1999 года), но в итоге приняла решение отказалась от него из-за низких рейтингов песни и общих отзывов поклонников.

### Создание альбома
Альбом создавался с октября 1999 года по 2000 год в нескольких странах Германия, Бельгия, Америка. Запись была произведена в студиях Vox-Klangstudio (коммуна Бендесторф), Horus Sound Studio (Ганновер) и частично бельгийской студии Galaxy Studios. В наибольшей мере сведение Don’t Give Me Names прошло в студии Galaxy Studios над которым работал Рональд Прент с двумя ассистентами Гертом Джейкобсом, Томом Янссеном. В роли звукорежиссёров выступили Клеменс Мацник и Вольганг Штах. Кроме того Штах стал ведущим продюсером всего релиза наравне с Фабио Трентини и самой группой. Мастерингом альбома занимался Боб Людвиг в студии Gateway Mastering которая находится в Портленде штата Мэн. Как и на предыдущей работе группа задействовала струнные инструменты но в большем количестве. На запись струнных партий песен «Living in a Lie», «Heaven», «Anne Claire» пригласили бельгийского композитора и виолончелиста Ганса Вандаэле. Помимо Вандаэле в записи приняли ещё ряд музыкантов: Марк Тутен играл на альте, Марк Стейлаертс и Вероника Гилис на скрипке. В дополнение в записи поучаствовал дирижёр Маркус Штолленверк. Над струнными аранжировками работал музыкант и продюсер германского происхождения Кристиан Вольф. В записи барабанных партий сингла «Dödel Up» приняли участие Дра Диарра, Майкл Вольперс. Композиция «Mine All Mine» записывалась при участии фламенко-гитариста Альберто Мансанедо Альварес он же прописал хлопки в ладоши. Над программированием звука работал Маркус Крюгер. Как и Крюгер Дирк Ригнер занимался программированием и семплированием на альбоме. Техником драм-сессий стал Петр Парзич. Для работы с вокалом пригласили Артемиса Гунаки. Фотографии для буклета сделал Дирк Шельпмайер изображение обложки Дэвид Бердер по проекту Фриделя Мудерса (Fuego Ateliers).
В качестве синглов были выпущены четыре трека с альбома Don't Give Me Names: «Big in Japan», «No Speech», «Living in a Lie» и «Dödel Up».

## Список композиций
Все тексты написаны Сандрой Насич, вся музыка написана Guano Apes за исключением «Big in Japan» авторы Мариан Гольд, Бернхард Ллойд и Френк Мертенсен.
| №                   | Название                          | Длительность |
| ------------------- | --------------------------------- | ------------ |
| 1.                  | «Innocent Greed»                  | 3:50         |
| 2.                  | «No Speech»                       | 3:28         |
| 3.                  | «Big in Japan» (cover Alphaville) | 2:48         |
| 4.                  | «Money & Milk»                    | 2:38         |
| 5.                  | «Living in a Lie»                 | 4:33         |
| 6.                  | «Dödel Up»                        | 3:37         |
| 7.                  | «I Want It»                       | 3:19         |
| 8.                  | «Heaven»                          | 4:59         |
| 9.                  | «Mine All Mine»                   | 3:46         |
| 10.                 | «Too Close to Leave»              | 3:32         |
| 11.                 | «Gogan»                           | 2:46         |
| 12.                 | «Anne Claire»                     | 5:35         |
| Общая длительность: | Общая длительность:               | 44:51        |

| №                   | Название                      | Длительность |
| ------------------- | ----------------------------- | ------------ |
| 13.                 | «Ain't Got Time»              | 2:41         |
| 14.                 | «Living in a Lie» (unplugged) | 4:27         |
| 15.                 | «Anne Claire» (unplugged)     | 5:08         |
| Общая длительность: | Общая длительность:           | 12:16        |

## Участники записи
| Guano Apes - Сандра Насич — вокал. - Хеннинг Рюменапп — гитара. - Штефан Уде — бас-гитара. - Деннис Пошватта — ударные. Технический персонал - Вольфганг Стах — продюсер, инженер. - Фабио Трентини — продюсер. - Боб Людвиг — мастеринг. - Рональд Прент — сведение. - Герт Джейкобс — ассистент сведения. - Клеменс Мацник — инженер. - Фридель Мудерс — художественное оформление. - Дирк Шелпмайер — фотография. | Приглашённые музыканты - Марк Стейлаертс — скрипка. - Вероника Жилис — скрипка. - Марк Тутен — альт. - Ханс Вандаэле — виолончель. - Альберто Мансанедо Альварес — фламенко («Mine All Mine»). - Майкл Вольперс — ударные. - Дра Диарра — ударные («Dödel Up»). - Дирк Ригнер — семплинг, программирование. - Кристиан Вольф — аранжировки струнных. - Маркус Штолленверк — струнный дирижёр. |

## Чарты
| Чарт (2000)                         | Высшая позиция |
| ----------------------------------- | -------------- |
| Австрия (Ö3 Austria)                | 1              |
| Бельгия/Фландрия (Ultratop)         | 13             |
| Нидерланды (Album Top 100)          | 27             |
| Финляндия (Suomen virallinen lista) | 14             |
| Германия (Offizielle Top 100)       | 1              |
| Италия (Classifica album)           | 19             |
| Швейцария (Schweizer Hitparade)     | 5              |

| Чарт (2000)                     | Позиция |
| ------------------------------- | ------- |
| Австралия (Ö3 Austria)          | 38      |
| Германия (Offizielle Top 100)   | 32      |
| Швейцария (Schweizer Hitparade) | 93      |

## Сертификаты
| Регион                                                      | Сертификация | Продажи  |
| ----------------------------------------------------------- | ------------ | -------- |
| Германия (BVMI)                                             | Золотой      | 150 000^ |
| Португалия (AFP)                                            | Платиновый   | 40 000^  |
| Швейцария (IFPI Switzerland)                                | Золотой      | 25 000^  |
| ^ Данные о тиражах приведены только на основе сертификации. |              |          |